# 薩瑟蘭峰
薩瑟蘭峰（英語：Sutherland Peak）是南極洲的山峰，位於維多利亞地，屬於阿斯加德山脈的一部分，由美國南極名稱諮詢委員命名，現時由南極條約體系管理。